# Miguel H. Díaz

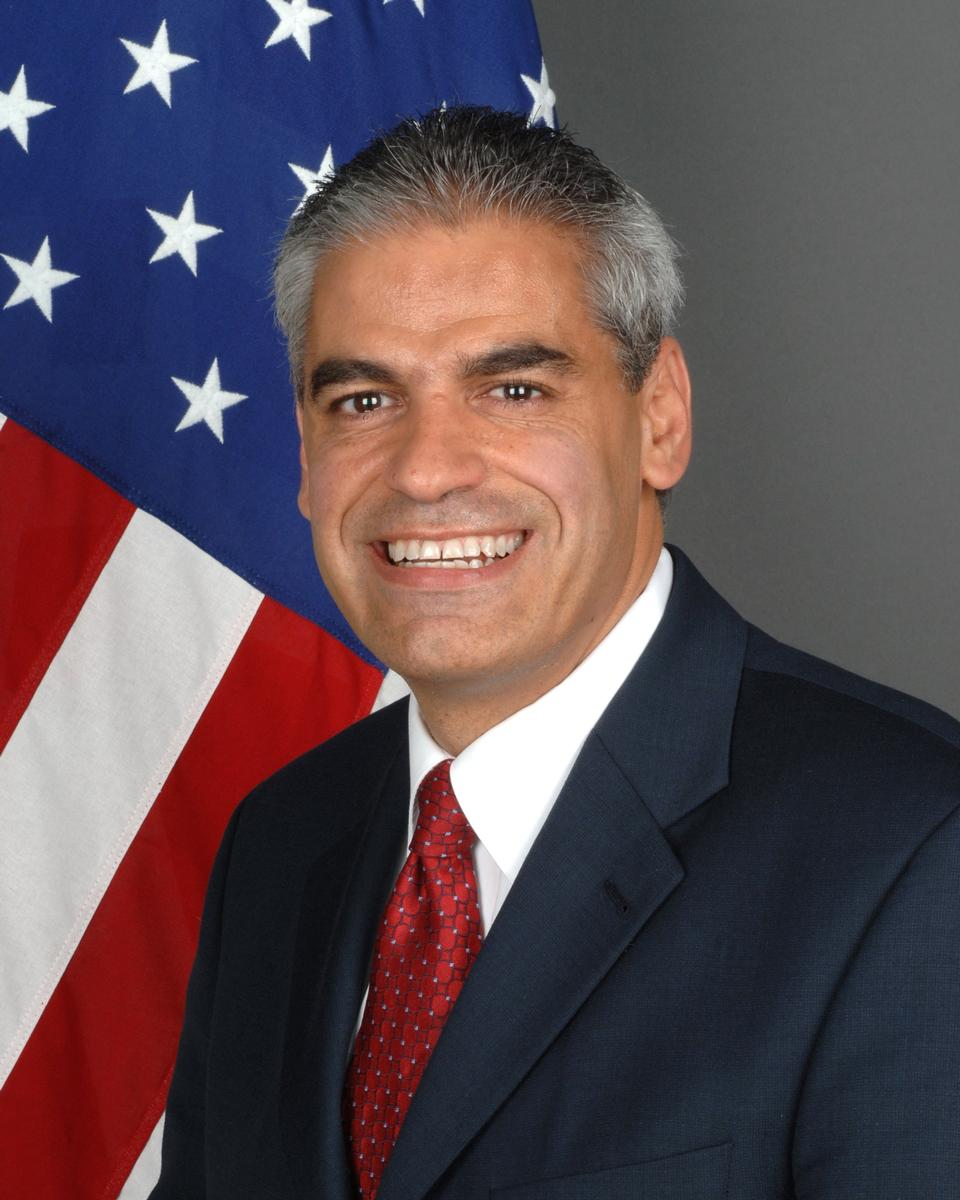
Miguel H. Díaz 2009

Miguel Humberto Díaz, född 1963 i Havanna, är en kubanskfödd amerikansk teolog och diplomat. Han var USA:s ambassadör vid Heliga stolen 2009–2012.
Díaz emigrerade med föräldrarna till Spanien innan familjen 1972 bosatte sig i Miami. Han utexaminerades år 1988 från St. Thomas University i Florida och fortsatte sedan studierna vid University of Notre Dame där han år 2000 erhöll sin doktorsgrad.
Efter tre år som ambassadör i Vatikanstaten tillträdde Díaz 2012 som professor vid University of Dayton. President Barack Obama utsåg 2013 Ken Hackett till Díaz efterträdare som ambassadör.